# Helags
Helags nebo také Helagsfjället, jihosámsky Maajåelkie, je horský masiv (fell) ve Skandinávském pohoří, ležící na území švédské obce Berg. Hlavní vrchol Helagsstöten má 1797 m n. m. a je tak nejvyšším bodem provincie Härjedalen a celé části Švédska ležící jižně od severního polárního kruhu. Hřeben má strmé stěny, na jeho východním úbočí se nachází nejjižnější ledovec ve Švédsku nazvaný Helagsgaciären.
Název pochází ze staroseverského výrazu „helig“ (posvátný). Horu poprvé zdolal v roce 1868 geolog Edvard Erdmann se dvěma průvodci z nedaleké vesnice Ljungdalen. V roce 1897 byla v nadmořské výšce okolo tisíce metrů vybudována turistická chata Helagsstugorna, provozovaná organizací Svenska Turistföreningen.